# Fabien Albertin
Pour les articles homonymes, voir Albertin.
Fabien Albertin est un homme politique français né le 30 novembre 1879 à Martigues (Bouches-du-Rhône) et mort le 7 octobre 1950 à Salon-de-Provence (Bouches-du-Rhône).

## Biographie

### Jeunesse et études
Fabien Joseph Albertin naît d'un père receveur des douanes. Il grandit dans la caserne de la douane où travaille son père. Il fait d'excellences études secondaires, et est reçu au baccalauréat. Il obtient une licence de droit qui le mène jusqu'au doctorat en droit.

### Parcours professionnel
Avant la première guerre mondiale, tout en militant au parti socialiste, il est surtout actif au sein des organisations pré-syndicales des fonctionnaires des douanes. Profitant de son inscription au barreau, il défend à plusieurs reprises des syndicalistes poursuivis, tout en étant directeur du journal corporatif L'Action douanière.
Il réorienta son action dans le domaine politique juste avant la guerre. Lors des législatives de 1914, il est ainsi candidat contre Paul Painlevé.
Démobilisé avec la légion d'honneur et la croix de guerre, il est élu en 1928 député des Bouches-du-Rhône. Il appartient alors au courant animé par Pierre Renaudel.
Réélu à toutes les élections suivantes, il intervient à de nombreuses reprises, par exemple en révélant le 10 novembre 1932 la liste de personnalités françaises pratiquant l'évasion fiscale en Suisse. Son interpellation au gouvernement ouvre la phase politique de l'affaire de la Banque commerciale de Bâle.
Le 21 mars 1940, il est nommé sous-secrétaire d'État aux Travaux publics et aux Transports, dans le cabinet Paul Reynaud, mais n'occupe cette fonction que jusqu'au remaniement du 10 mai.
Le 10 juillet 1940, il vote les pleins pouvoirs au maréchal Pétain. Il entre ensuite dans la résistance, mais en raison de son vote du 10 juillet 1940, il est déclaré inéligible en 1945 et quitte la vie politique.

## Sources
- « Fabien Albertin », dans le Dictionnaire des parlementaires français (1889-1940), sous la direction de Jean Jolly, PUF, 1960 [détail de l’édition]